# Patrick Petre
Patrick Mihai Petre (n. Bucarest, Rumania; 9 de mayo de 1997), conocido simplemente como Patrick Petre, es un futbolista rumano que juega como interior derecho. Actualmente milita en el Dinamo de Bucarest de la Liga I, primera división de Rumania.

## Trayectoria
Debutó como profesional el 31 de octubre de 2014 contra el Steaua de Bucarest, ingresó en el minuto 89 y perdieron 3 a 0. En su siguiente partido, el 7 de noviembre, también ingresó al final del encuentro, en el minuto 81, pero le alcanzó para anotar su primer gol en la máxima categoría, a pesar de su alegría personal perdieron 3 a 2 ante Viitorul Constanța.

## Estadísticas
Actualizado al 1 de octubre de 2016.
| Club                         | Div           | Temporada     | Liga  | Liga  | Copas nacionales | Copas nacionales | Torneos internacionales | Torneos internacionales | Total | Total |
| Club                         | Div           | Temporada     | Part. | Goles | Part.            | Goles            | Part.                   | Goles                   | Part. | Goles |
| ---------------------------- | ------------- | ------------- | ----- | ----- | ---------------- | ---------------- | ----------------------- | ----------------------- | ----- | ----- |
| Dinamo de Bucarest · Rumania | 1ª            | 2014/15       | 2     | 1     | 1                | 0                | -                       | -                       | 3     | 1     |
| Dinamo de Bucarest · Rumania | 1ª            | 2015/16       | 3     | 1     | 2                | 0                | -                       | -                       | 5     | 1     |
| Dinamo de Bucarest · Rumania | 1ª            | 2016/17       | 6     | 0     | 0                | 0                | -                       | -                       | 6     | 0     |
| Dinamo de Bucarest · Rumania | Total club    | Total club    | 11    | 2     | 3                | 0                | 0                       | 0                       | 14    | 2     |
| Total carrera                | Total carrera | Total carrera | 11    | 2     | 3                | 0                | 0                       | 0                       | 14    | 2     |